# Steve Clarke
Stephen "Steve" Clarke (ur. 29 sierpnia 1963 w Saltcoats) – szkocki trener, piłkarz grający na pozycji obrońcy. Obecnie jest selekcjonerem reprezentacji Szkocji. Wcześniej przez trzy lata był asystentem trenera w West Ham United oraz przez cztery lata w Chelsea, w której jako piłkarz rozegrał 421 meczów i na liście zawodników z największą liczbą występów w barwach The Blues zajmuje siódme miejsce, wyprzedzając na niej o jedno spotkanie Kerry`ego Dixona. 

## Kariera klubowa i trenerska
Clarke swoją piłkarską karierę rozpoczynał w St. Mirren. W lutym 1987 roku trafił za 422 tys. W jej barwach występował przez jedenaście lat i w każdym z sezonów był podstawowym graczem The Blues. W londyńskim zespole zanotował łącznie 421 występów w których strzelił jedynie dziesięć goli. Z Chelsea zdobył Puchar Anglii (1997), Puchar Ligi Angielskiej (1998), Full Members Cup (1990) oraz triumfował w rozgrywkach Pucharu Zdobywców Pucharów (1998). Finał tego turnieju był zarazem jego ostatnim oficjalnym spotkaniem rozegranym w barwach The Pensioners. W 1994 roku został również wybrany graczem roku The Blues, zaś w 2005 znalazł się w jedenastce stulecia Chelsea, obok takich graczy jak Bobby Tambling czy Peter Bonetti.
Clarke swoją piłkarską karierę zakończył w 1998 roku. Dwanaście miesięcy później poprowadził Newcastle United w jednym meczu po tym jak z funkcji trenera zrezygnował Ruud Gullit z którym niegdyś grał w Chelsea. W 2000 roku Clarke powrócił na Stamford Bridge. Przyjął najpierw pozycję scouta, ale szybko awansował na trenera młodzieżówki.
W 2004 roku Clarke został wybrany asystentem nowego trenera Chelsea, Jose Mourinho. Miał swój udział w zdobyciu przez The Blues dwóch tytułów Mistrza Anglii, jednego Pucharu kraju, Tarczy Wspólnoty oraz dwóch Pucharów Ligi Angielskiej w przeciągu trzech sezonów. W maju 2008 roku pojawiły się pogłoski, że Clarke może zostać asystentem Davida Moyesa w Evertonie.
12 września 2008 roku Clarke zrezygnował ze stanowiska jakie pełnił w Chelsea. Zarząd klubu ani ówczesny trener Luiz Felipe Scolari nie przyjęli dymisji Szkota. Trzy dni później doszło do porozumienia między The Blues i West Ham United na mocy którego Clarke został asystentem Gianfranco Zoli. Funkcję tę pełnił przez trzy lata.
W styczniu 2011 roku został asystentem Kenny'ego Dalglisha w Liverpoolu. 14 maja 2012 roku złożył rezygnację po odejściu Kenny'ego Dalglisha, jednak klub ją odrzucił. 6 czerwca 2012 roku po przyjściu Brendana Rodgersa, Clarke opuścił klub.
8 czerwca 2012 został ogłoszony trenerem West Bromwich Albion. 14 grudnia 2013 został zwolniony z funkcji trenera.

## Kariera reprezentacyjna
Clarke zaliczył również sześć występów w reprezentacji swojego kraju. Zadebiutował w niej w 1987 roku. Następnie stracił miejsce w zespole i nie był powoływany na zgrupowania. Ostatni raz w barwach narodowych zagrał w 1994 roku. Wcześnie regularnie grał w kadrze do lat 21.
| Mecze w reprezentacji | Mecze w reprezentacji | Mecze w reprezentacji | Mecze w reprezentacji | Mecze w reprezentacji |
| #                     | Data                  | Miasto                | Przeciwnik            | Wynik                 |
| --------------------- | --------------------- | --------------------- | --------------------- | --------------------- |
| 1.                    | 09.09.1987            | Glasgow               | Węgry                 | 2:0                   |
| 2.                    | 14.10.1987            | Glasgow               | Belgia                | 2:0                   |
| 3.                    | 11.11.1987            | Sofia                 | Bułgaria              | 0:1                   |
| 4.                    | 17.02.1988            | Rijad                 | Arabia Saudyjska      | 2:2                   |
| 5.                    | 22.03.1988            | Valletta              | Malta                 | 1:1                   |
| 6.                    | 27.05.1994            | Utrecht               | Holandia              | 1:3                   |